# Morgan Mason
Alexander Morgan Mason (Beverly Hills, California; 26 de junio de 1955) es un político, productor de cine y actor norteamericano. Estuvo trabajando como jefe de protocolo y como asistente especial de Ronald Reagan entre 1981 y 1982. Es hijo del actor británico James Mason y desde el 12 de abril de 1986 está casado con la cantante Belinda Carlisle. El matrimonio tuvo su primer hijo, James Duke Mason, el 27 de abril de 1992.

## Referencias

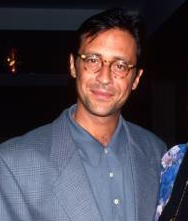
Morgan Mason.